# Makecab

makecab est une commande MS-DOS permettant d’empaqueter des fichiers dans un fichier CAB (.cab) La commande est disponible sur la plupart des versions de Windows.

## Paramètres
La commande makecab prend plusieurs paramètres pour fonctionner:
| Paramètre            | Description |
| -------------------- | --- |
| <source>             | Fichier à compresser |
| <destination>        | Nom de fichier pour donner le fichier compressé Si omis, le dernier caractère du nom du fichier source est remplacé par un trait de soulignement (_) et utilisé comme destination. |
| /f <directives_file> | Un fichier avec les directives makecab (peut être répété). |
| /d var = <value>     | Définit la variable avec la valeur spécifiée. |
| /l <dir>             | Emplacement de destination (valeur par défaut est le répertoire courant). |
| /v [<n>]             | Définir le niveau de détail de débogage (0 = aucune,..., 3 = full). |
| /?                   | Affiche l'aide de la commande |

## Sources & Références
1. ↑  « MakeCAB », sur msdn.microsoft.com (consulté le 31 janvier 2018)